# Nationale Bibliotheek van Letland
De Nationale Bibliotheek van Letland (Lets: Latvijas Nacionālā bibliotēka) is de nationale bibliotheek van Letland in Riga.
De Letse Nationale Bibliotheek werd op 29 augustus 1919 opgericht, een jaar na de onafhankelijkheid van Letland. De eerste directeur was de bibliothecaris en bibliograaf Jānis Misiņš (1862-1945).
Op 15 mei 2008 werd begonnen met de bouw van een nieuw prominent gebouw aan de Westelijke Dvina. In augustus 2014 werd dit gebouw geopend, waarbij 
prinses Laurentien aanwezig was.

## Externe links

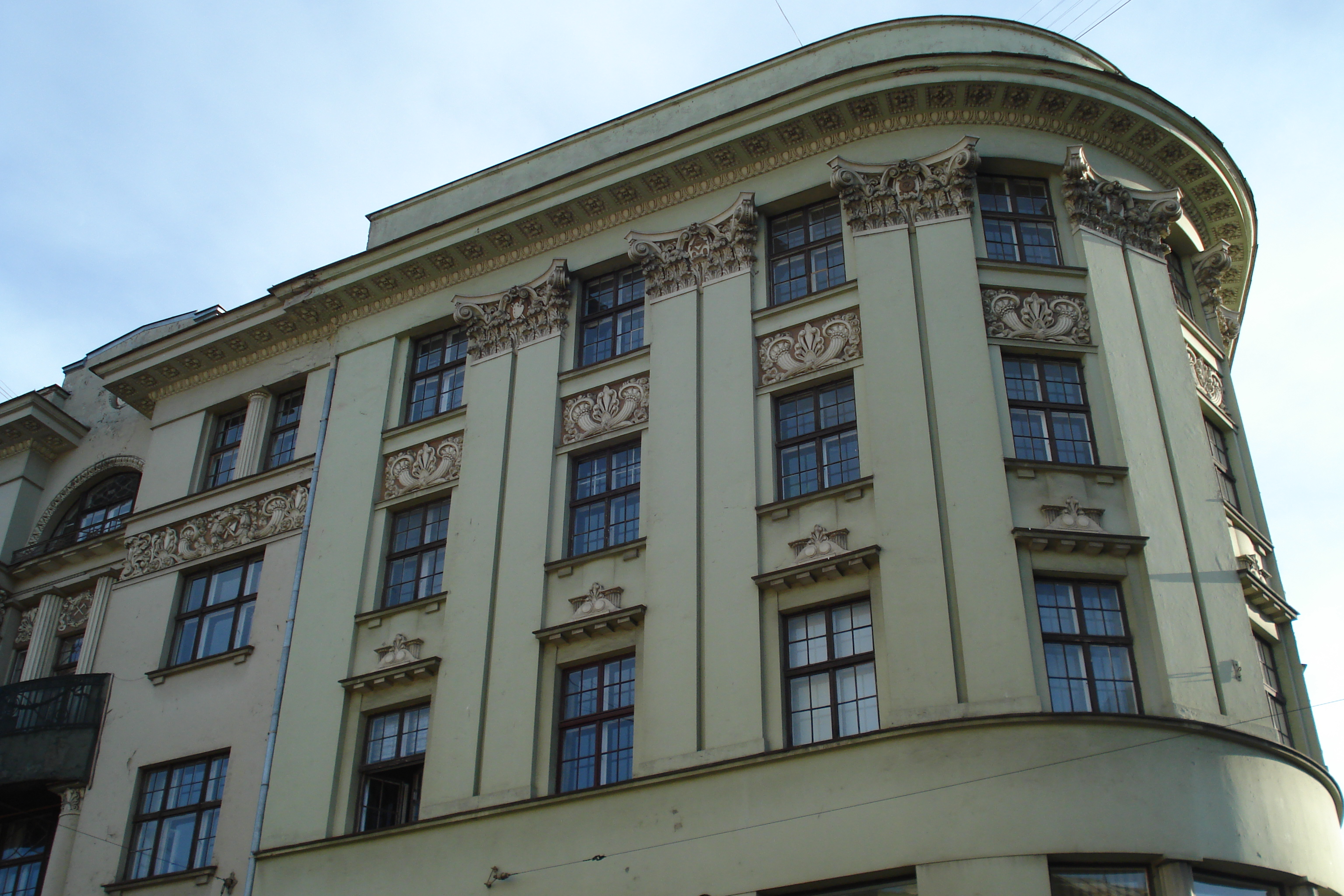
Het gebouw tot 2013
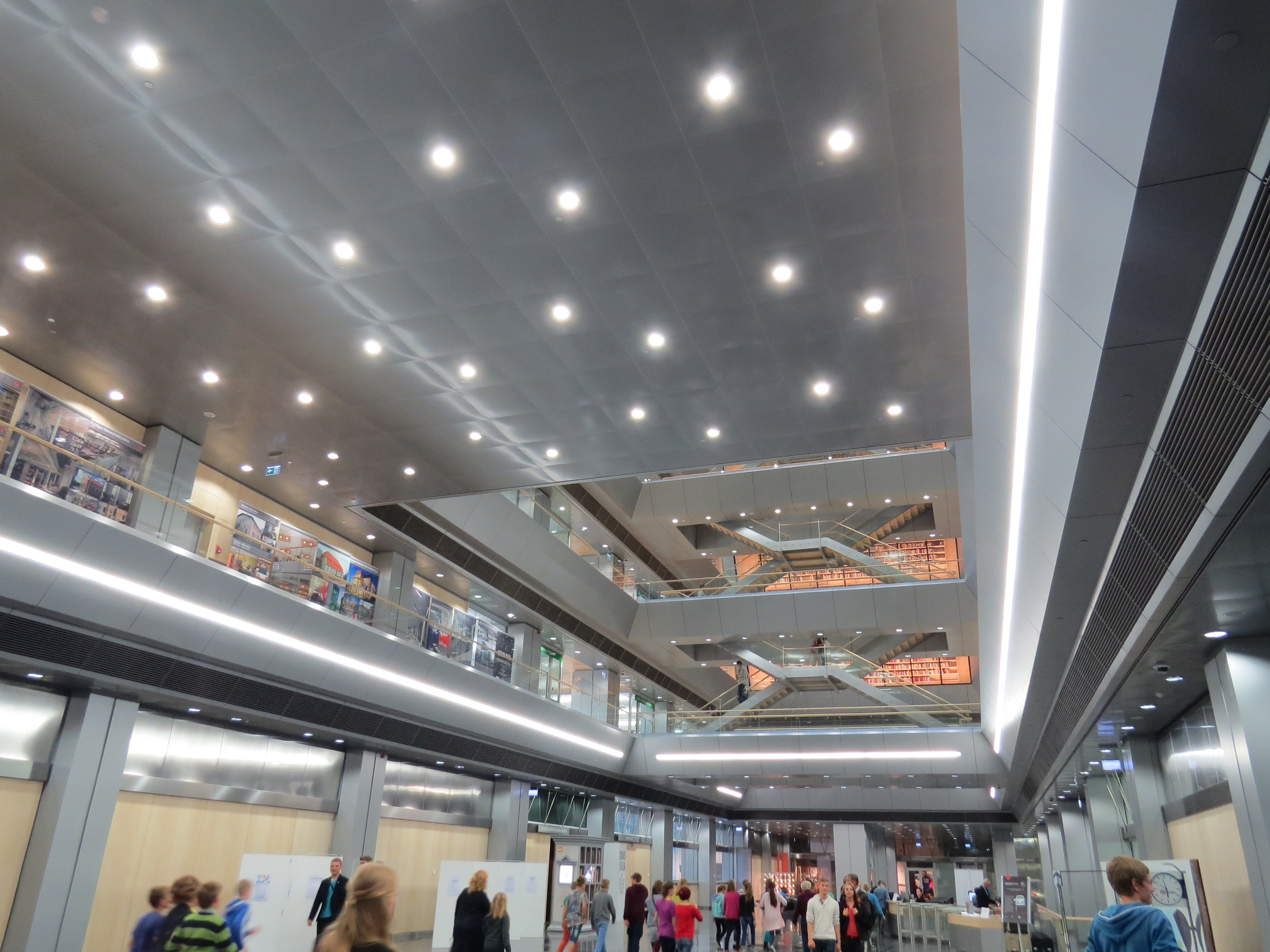
interieur Nationale Bibliotheek van Letland
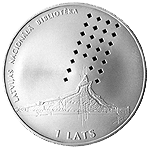
munt van één Lats met gebouw van Nationale Bibliotheek van Letland erop